# Критика способности суждения
Критика способности суждения (нем. Kritik der Urteilskraft) — третья критика Канта, трактат, посвящённый эстетике и телеологии. Датируется 1790-м годом. В центре внимания книги — понятие целесообразности. Субъективная целесообразность, согласно Канту, присутствует в эстетической способности суждения, объективная — в телеологической.

## Содержание
В первом же абзаце трактата Кант делит философию на теоретическую и практическую. Их ключевое отличие — в предмете, а не методе познания. Данная дихотомия обусловлена кантианским делением универсума на две области понятий, два царства — царство природы и царство свободы. Теоретическая философия (философия природы) имеет дело с понятиями природы, практическая же философия (философия морали) — с понятием свободы. В каждой из областей существует свое законодательство: царство природы регулируется физическими законами и принципами естествознания, а царство свободы — нравственными законами, моралью. Человек познает природу через причинность (закономерность и взаимосвязь природных явлений), а свободу — через нравственные законы. В царстве природы законы существуют независимо от субъекта, базируются на причинно-следственных связях и функционируют без вмешательства человека. Законы морали, напротив, зависят от субъекта и субъективного взгляда на свободу.

Во введении трактата Кант обозначает три фундаментальные способности души — способность познания, способность желания, чувство удовольствия или неудовольствия. Субъект взаимодействует с миром природы и миром свободы соответственно через способность познания и способность желания. За познавательную способность ответственен рассудок, тогда как для способности желания законодателен разум. Законодательство посредством понятий природы осуществляется рассудком, оно теоретическое. Законодательство посредством понятия свободы осуществляется разумом, оно практическое. Однако между двумя высшими познавательными способностями (рассудком и разумом) существует промежуточное звено — способность суждения. Способность суждения определяется Кантом как «способность мыслить особенное как подчинённое общему. Если общее (правило, принцип, закон) дано, то способность суждения, которая подводит под него особенное (…), есть определяющая способность суждения; если же дано только особенное, для которого способность суждения должна найти общее, то это — рефлектирующая способность суждения». Определяющая способность суждения лишь подводит особенное под общие трансцендентальные законы и рассудочные принципы, ей не нужно изобретать закон, чтобы подчинить особенное в природе общему. Рефлектирующая же способность суждения нуждается в собственном принципе. По Канту, рефлектирующая способность суждения опирается на принцип формальной целесообразности. Форма, согласно Канту, целесообразна: человек может судить о цели некоторого предмета не только по опыту и непосредственному знакомству с этим предметом, но и по его форме. Переместившись из мира артефактов, созданных руками людей, в мир природы, мы обнаружим, что природа не предполагает цели — солнце всходит и заходит без цели, деревья растут без цели. Однако природа обладает богатым разнообразием форм. Это разнообразие, по Канту, можно объяснить с помощью принципа целесообразности — словно природное многообразие не случайно, а подчинено некоторой закономерности, и словно некий рассудок передал это многообразие нашим познавательным способностям. 
Требуется нечто такое, что при рассмотрении природы обращает внимание на целесообразность её для нашего рассудка, — старание подвести, где возможно, неоднородные законы её под высшие, хотя все ещё эмпирические, законы, дабы мы, если это удастся, испытали удовольствие от такой согласованности их для нашей познавательной способности. (…) Гораздо приятнее, когда другие подают надежду на то, что, чем больше мы будем знать природу в её внутреннем строении или сравнивать её с внешними, неизвестными нам теперь звеньями, тем более простыми мы признаем её принципы и, чем дальше продвинется наш опыт, тем более гармоничной мы будем считать природу при кажущейся разнородности её эмпирических законов.
Кант выделяет два вида рефлектирующей способности суждения — эстетическую и телеологическую. Первая предполагает способность судить о формальной целесообразности на основании чувства удовольствия или неудовольствия, вторая — способность судить о реальной, материальной целесообразности на основании рассудка и разума. В первой части рассматриваемого трактата Кант фокусируется на эстетической способности суждения.

### Эстетическая способность суждения

#### Аналитика прекрасного
Помимо теоретического и практического разума, Кант находит у человека третью способность — рефлектирующую способность суждения, которая проявляется, в частности, в суждениях вкуса, или эстетических суждениях. Для сравнения: познавательное суждение соотносится с нашим представлением об объекте, а эстетическое суждение — с самим субъектом и его переживаниями по отношению к объекту, чувством удовольствия или неудовольствия, испытанным относительно объекта. По Канту, эстетическое удовольствие — это чистое (незаинтересованное) удовольствие от представления предмета, даже когда он отсутствует реально.
Кант обозначает три вида благорасположения (три отношения представления к чувству удовольствия) — приятное, хорошее и прекрасное. Приятное представляет предмет в его отношении к чувству, опирается на ощущения и объективные данные органов чувств: зрения, обоняния, осязания, вкуса, слуха. Хорошим же называется то, что нравится посредством разума через понятие о предмете. Чтобы считать предмет хорошим, человек должен знать, каким именно должен быть этот предмет, то есть иметь сформированное понятие о нём. Чтобы считать что-либо прекрасным, понятие о предмете не требуется. Кант также разделяет хорошее на два подвида — опосредованно хорошее (хорошее для чего-нибудь, полезное, вспомогательное средство для чего-либо приятного) и непосредственно хорошее (хорошее само по себе, морально доброе, нравственный поступок). Понятие интереса становится «реагентом», отличающим кантианские категории приятного, хорошего и прекрасного. По Канту, вкус есть способность судить о прекрасном беспристрастно: суждение о красоте, к которому примешивается малейший интерес, пристрастно и не является чистым суждением вкуса. Чтобы выступать судьей в вопросах вкуса, следует быть совершенно незаинтересованным в существовании предмета, о котором идет речь, относиться к нему с полным безразличием и не испытывать желание обладать этим предметом, как происходит в случае столкновения человека с приятным или хорошим. Согласно Канту, желание обладать каким-либо предметом и чувство благорасположения к существованию этого предмета (то есть интерес к предмету) тождественны. Можно сказать, что из трех видов благорасположения, обозначенных выше, лишь благорасположение к прекрасному есть единственно незаинтересованное и свободное, поскольку оно не ведомо интересом — ни интересом чувств, ни интересом разума.
Кант дает четыре пояснения к своему пониманию прекрасного, исходя из четырёх категорий суждения:
- По качеству: прекрасно то, что доставляет удовольствие, свободное от всякого интереса (оценка красоты свободна от интереса чувств и разума).
- По количеству: прекрасно то, что нравится всем без понятия.
- По отношению: прекрасно то, что целесообразно без цели.
- По модальности: прекрасно то, что признается предметом необходимого благорасположения, любования.

Эстетическое следует отличать от приятного (нем. Das Angenehme), чувство удовольствия от которого неотделимо от реального присутствия предмета. Животные воспринимают приятное, но эстетическое может оценить только человек. Кроме того, эстетическое, в отличие от приятного, претендует на общезначимость. Примером прекрасного в природе Кант называет цветы (Blumen), которые нравятся сами по себе. Также чувство удовольствия может вызывать хорошее (das Gute), однако оно, как и приятное, должно быть для этого реальным. Кант также замечает, что эстетическое не исчерпывается прекрасным.
Кант разграничивает понятия прекрасного и совершенного. Красота целесообразна, совершенство же независимо от внешней целесообразности, содержит цель в себе. Целесообразность, по Канту, может быть либо внешней (полезность предмета), либо внутренней (цель в себе, «свечение» совершенства). Кант выделяет два вида красоты — свободную и сопутствующую. Первая не предполагает понятия, каким именно должен быть предмет, вторая же предполагает такое понятие. Свободная красота не ориентируется на образец, не изображает объект, подведенный под определённое понятие, не предполагает, что и как она должна представлять. Мир артефактов, созданных руками человека с некоторой целью, относится к сопутствующей красоте, а мир природы — к красоте свободной, подлинной, совершенной. Цветы, экзотические птицы, дивные морские моллюски свободно нравятся нам как таковые — их свободная красота пребывает для самой себя.

Согласно Канту, идеал красоты принадлежит миру не свободной, а сопутствующей красоты, фиксированной понятием объективной целесообразности. В поисках идеала следует искать предмет, который содержит цель в себе самом. Таким требованиям отвечает человек: идеалом красоты, по Канту, является нравственный субъект, а красивым человеком является нравственный человек. Поступая нравственно, человек приближается к совершенству. 
Нельзя мыслить идеал красивых цветов, красивой меблировки, красивого пейзажа. Невозможно представить себе идеал красоты, обусловленной определёнными целями, например, идеал прекрасного дома, прекрасного дерева, прекрасного сада (…). Только то, что имеет цель своего существования в себе самом, а именно человек, который разумом может сам определять свои цели или, где он должен заимствовать их из внешнего восприятия, все же в состоянии соединять их с существенными, всеобщими целями и затем эстетически судить о согласии с ними, — только человек, следовательно, может быть идеалом красоты, так же как человечество в его лице (…) может быть идеалом совершенства.

#### Аналитика возвышенного
Помимо прекрасного, существует ещё и возвышенное (нем. das Erhabene), которое так же, как и прекрасное, способно нравиться само по себе и вызывать чувство благосклонности независимо от факта наличия предмета. Прекрасное и возвышенное вызывают благорасположение без внешней цели, без интереса и без понятия. По количеству благорасположение к возвышенному (равно как и благорасположение к прекрасному) общезначимо, по модальности — необходимо. Однако главное их отличие заключается в том, что прекрасное подразумевает форму предмета и завершенность, тогда как возвышенное может быть бесформенным (formlosen). Кант тонко обосновывает возвышенное: прекрасное относится к миру объектов, возвышенное же возникает как некоторое состояние по отношению к объектам, как переживание и «прислушивание» к этому переживанию. Прекрасное предполагает спокойное созерцание, спокойную игру воображения, а возвышенное — активное душевное движение. 
Прекрасное прямо приводит к чувству повышения жизнедеятельности и поэтому совместимо с тем, что возбуждает, с игрой воображения. Чувство возвышенного же есть удовольствие, которое возникает лишь косвенно, порождается чувством мгновенного торможения жизненных сил и следующего за этим ещё более сильного их проявления, стало быть, оно, по-видимому, не игра, а серьёзное занятие воображения. Поэтому оно несовместимо с тем, что возбуждает, и поскольку душа при этом не только привлекается предметом, но и отталкивается им, то удовлетворение от возвышенного содержит в себе не столько положительное удовольствие, сколько почитание или уважение, то есть по праву может быть названо негативным удовольствием. 
Кант различает математически (Mathematisch) и динамически (Dynamisch) возвышенное. Посредством математической или динамической настроенности воображения возвышенное соотносится соответственно со способностью познания или способностью желания. Возвышенное определяется как «то, что абсолютно велико». Так сама величина (количественная или математическая категория) становится предметом эстетического наслаждения. Если человек называет что-либо не просто большим, но совершенно, абсолютно, вне всякого сравнения большим, то есть возвышенным, он определяет его масштаб не вне его, а только в нём. По Канту, возвышенное следует искать не в объектах природы, а в идеях, поскольку масштаб возвышенного равен лишь самому себе. Следуя мыслям Канта, возвышенным стоит называть не то, что может быть предметом чувств, не объект, но духовную настроенность. Воображению человека присуще движение в бесконечность, а разуму — притязание на абсолютную тотальность как на реальную идею, что и запускает активное движение души, пробуждает сверхчувственную способность.
Математически возвышенное, как было упомянуто выше, связано со способностью познания. Математическое определение изображает лишь относительную величину через сравнение её с другими величинами, эстетическое же определение — величину абсолютную в той степени, в которой душа способна охватить её при созерцании. Эстетическое определение величины содержит в себе идею возвышенного и вызывает, согласно Канту, растроганность и восхищение, которые не способно вызвать математическое определение величины посредством чисел. Чтобы при созерцании объять какое-либо количество, какую-либо величину, необходимы два акта способности воображения: схватывание (apprehensio) и соединение (comprehensio aesthetica). Познавая величину предмета, воображение работает одновременно в двух направлениях — схватывая, то есть фиксируя данные, а затем соединяя их в целостный образ. Схватывание может продолжаться до бесконечности, но соединение становится тем труднее, чем дальше продвигается схватывание. В качестве примеров математически возвышенного, а также для иллюстрации взаимодействия актов схватывания и соединения, Кант приводит египетские пирамиды и собор Святого Петра в Риме. Чтобы ощутить величие египетской пирамиды, не стоит приближаться к ней вплотную (ведь тогда глазу потребуется немало времени, чтобы охватить пирамиду от основания до вершины) или отходить слишком далеко (ведь тогда части пирамиды воспринимаются смутно, и представление о них не оказывает должного воздействия на эстетическое суждение субъекта). Рассматривая пирамиду очень близко, акт схватывания опережает акт соединения: схваченные части пирамиды затухают, прежде чем воображение успевает воспринять другие, что затрудняет соединение. Аналогичным образом можно объяснить замешательство, охватывающее человека, входящего в собор Святого Петра и испытывающего чувство несоразмерности воображения идее целого. Следовательно, для переживания опыта математически возвышенного должно произойти напряжение между схватыванием и соединением, ощущение борьбы двух модусов воображения. Разум «выталкивает» воображение в зону тотального, бесконечного. Поэтому математически возвышенное, по Канту, напрямую связано с представлением о количестве — о бесконечно великом, необъятном, грандиозном.

Другой разновидностью возвышенного является восхищение не размерами, но самой силой (динамикой или Macht) предмета. Сила обыкновенно внушает страх (Furcht), однако когда страшный предмет (Gegenstand der Furcht) отсутствует реально, представление о нём может вызывать почитание и уважение, что превращает его в динамически возвышенное. Как было сказано прежде, сталкиваясь с возвышенным, душа ощущает взволнованность и трепет, которые можно сравнить с потрясением, тогда как при столкновении с прекрасным душа находится в состоянии спокойного созерцания. Природа динамически возвышенна. В эстетическом суждении она рассматривается как могущество, не имеющее власти над человеком, но всё же возбуждающее страх. Однако природа выступает как динамически возвышенное не только потому, что она вызывает страх, но и потому, что она взывает к силе человека — возвышает его воображение, заставляет его душу ощутить возвышенность своего назначения по сравнению с природой. Таким образом, переживание опыта динамически возвышенного — это переживание страха и одновременно обостренное переживание свободы. Примерами динамически возвышенного в природе являются грозовые тучи, вулканы, водопады, ураганы и другие устрашающие природные явления.
Дерзко нависшие, как бы грозящие скалы, громоздящиеся по небу тучи, надвигающиеся с громом и молнией, вулканы во всей их разрушительной силе, ураганы, оставляющие за собой опустошения, бескрайний, взбушевавшийся океан, огромный водопад многоводной реки и т. п. — все они делают нашу способность к сопротивлению ничтожно малой в сравнении с их силой. Но чем страшнее их вид, тем приятнее смотреть на них, если только мы сами находимся в безопасности; и эти предметы мы охотно называем возвышенными, потому что они увеличивают душевную силу и позволяют обнаружить в себе совершенно другого рода способность сопротивления, которая дает нам мужество помериться силами с кажущимся всемогуществом природы.
В общественной жизни примером динамически возвышенного, по Канту, является война, если она ведется с соблюдением гражданских свобод. Война возвышает образ мыслей народа, подчеркивает его мужественность, осмотрительность, решимость и непобедимость перед лицом опасностей. Длительный мир, напротив, способствует процветанию торгового духа, корыстолюбия, изнеженности и трусости, что принижает образ мыслей народа.

#### Дедукция эстетических суждений
Здесь Кант размышляет о сущности искусства (Kunst) и определяет его как «созидание через свободу». Далее он противопоставляет искусство науке (Wissenschaft) и ремеслу (Handwerke). От первой оно отличается практической направленностью, а от второго — свободой. Выход к изящному (schönen) имеет только искусство, поскольку есть изящное искусство, но нет изящной науки. Само искусство можно подразделить на механическое и эстетическое (ästhetische), а эстетическое — на приятное и изящное (schönen). К приятным искусствам Кант относил, например, умение поддержать разговор или искусство сервировки стола. Изящное искусство есть продукт гения (Genie), который обладает талантом как способностью, через которую природа даёт искусству правила (образец для подражания).
Согласно Канту, в науке не существует гениев. Гений науки и обыкновенный человек отличались бы лишь тем, что первый усвоил несравнимо большее количество научных знаний, а затем вывел из них большее количество следствий. Научные утверждения, следствия и закономерности рационально выводимы. Тогда как правила, сообщаемые искусству через гения, невыводимы: их невозможно выработать из рассудочных понятий, невозможно рационализировать, невозможно объяснить их происхождение.
Гения образуют четыре способности, необходимые для создания произведения изящного искусства — воображение, рассудок, дух и вкус. По Канту, дух — это оживляющий принцип в душе, который приводит к появлению эстетических идей и побуждает гения творить изящное искусство. Эстетическая идея, которую порождает гений, вкладывается в произведение искусства. Произведение искусства есть продукт гения в том смысле, что в произведении воплощается эстетическая идея, а она, в свою очередь, является продуктом духа, наличествующего лишь у гения. Таким образом, произведение изящного искусства под силу создать только гению. Существенной характеристикой гения оказывается оригинальность. При этом вкус и талант — это совсем не одно и то же, однако вкус дисциплинирует гения.
Изящные искусства Кант делит на три вида:
- словесные (redenden)
  - красноречие
  - поэзия (Dichtkunst)
- изобразительные (bildenden)
  - пластика: ваяние (Bildhauerkunst) и зодчество (Baukunst)
  - живопись (Malerei)
- искусство игры ощущений (Spiels der Empfindungen)
  - музыка.